# Джалапіта (гурт)
Джалапіта — український етно-рок гурт з міста Львова, заснований 2012 року.
Гурт «Джалапіта» виконує народні пісні в сучасному аранжуванні в стилі експериментальний етно-рок. За власними словами музикантів: «саунд замішаний на віолончелі, і це унікальне звучання додає пісням глибини».
До складу гурту долучились музиканти з таких колективів, як: «ГИЧ оркестр», «Joryj Kłoc» та ін.: Чубай Соломія Григорівна — спів, Володимир Бедзвін — віолончель та спів, Гордій Старух — гітара та спів, Лука-Теодор Гануляк — барабани.
Гурт названо на честь сюрреалістичного прозового твору «Джалапіта» авторства Емми Андієвської.
20 жовтня 2012 року новостворений бенд виступив на фестивалі «Азбукове Королівство Магів і Янголів», що пройшов у Музеї книги і друкарства в Києві. Прозвучали українські народні пісні, яких Соломію навчила її бабця Стефа. Бабця Стефа — це бабуся Соломії та Тараса Чубаїв.
2013 року гурт взяв участь в етно-джазовому фестивалі «Флюгери Львова».
2015 року взяли участь у фестивалі «Країна Мрій», який відбувся 20 — 21 червня в Національному музеї народної архітектури та побуту України Пирогово в Києві. Виступ відбувся на другий день фестивалю на концертному майданчику Ethno-Jazz Stage. Восени виступили на тому ж самому фестивалі, але вже у Львові. Він відбувся 11, 12 жовтня в Музеї народної архітектури та побуту «Шевченківський гай».
2016 року вокалістка гурту Соломія Чубай організувала музичний відеоартпроет «Колискові для Олекси», що розповідає історію її сина Олекси Андріїшина, у якого синдром Аспергера. В рамках проєкту, 2016 року записано однойменний альбом. Кошти на диск, 155 800 гривень, зібрали під час мистецького аукціону, що пройшов у ресторані імпровізацій «Грушевський сінема Джаз». 24 листопада відбулася презентація диску на сцені театру імені Заньковецької. Диск видано 2018 року лейблом Наш Формат. Учасниками проєкту були Соломія Чубай — вокал, Лука Гануляк — перкусія, Сашко Главацький — гітара, а також струнне тріо ROCKOKO та вокальна арт-студія «Жайвір». Серед композицій на диску як народні колискові, так і авторські, на слова Платона Воронька, Грицька Чубая, Миколи Вінграновського тощо.
2016 року записано сингл «Пампапарапарам», в основу якого покладено різдвяну колядку «На Йорданській Річці». Його записом, зведенням та мастерингом займався Mike Kravets зі студії MuzProduction. В Інтернеті його поширили у форматі Lyric Video (відеоряд із текстом пісні).
2017 року гурт записав альбом «Зелена Яблонь». У записі взяли участь: Соломія Чубай — вокал, Сашко Главацький — гітара, Андрій Коник — бас, Володя Котляров — віолончель, Сергій Тучапець — барабани.
23 грудня 2018 року гурт Джалапіта спільно з гуртом ROCKOKO та Володимиром Бедзвіном (віолончель) презентували проєкт «Пісні бабці Стефи» у нічному клубі FESTrepublic.club. За словами організаторів, у якомусь сенсі це продовження проєкту «Колискові для Олекси» і теж має на меті підтримати дітей з особливими потребами.

## Дискографія

### Студійні альбоми
- 2016 — Колискові для Олекси[12][13]. Видано 2018 року лейблом Наш Формат[2].
- 2017 — Зелена яблонь[1]

### Сингли
- 2016 — Пампапарапарам[3]